# خنجولة الهادي الهندي
خُنْجُولَة الهادي الهندي أو طربون الهادي الهندي (الاسم العلمي: Megalops cyprinoides)، وتسمى أيضاً رنكة عين الثور، هي نوع من سمك الخنجولة. متوسط القد. أعطانه منطقة المحيط الهادي الهندي.